# Swędzieniejewice (Zduńska Wola)
Swędzieniejewice – część miasta Zduńska Wola w Polsce, w województwie łódzkim, w powiecie zduńskowolskim. Rozpościera się w okolicy ulic Nowomiejskiej i Łanowej.
Do końca 1974 roku stanowiła północną część wsi Swędzieniejewice w gminie Zapolice. 1 stycznia 1975 część tę (246 ha) włączono do Zduńskiej Woli.